# (11091) Thelonious
(11091) Thelonious (1994 DP) – planetoida z pasa głównego asteroid okrążająca Słońce w ciągu 3,93 lat w średniej odległości 2,49 j.a. Odkryta 16 lutego 1994 roku.